# Guatteria latisepala
Guatteria latisepala är en kirimojaväxtart som beskrevs av Robert Elias Fries. Guatteria latisepala ingår i släktet Guatteria och familjen kirimojaväxter. Inga underarter finns listade i Catalogue of Life.